# Latite

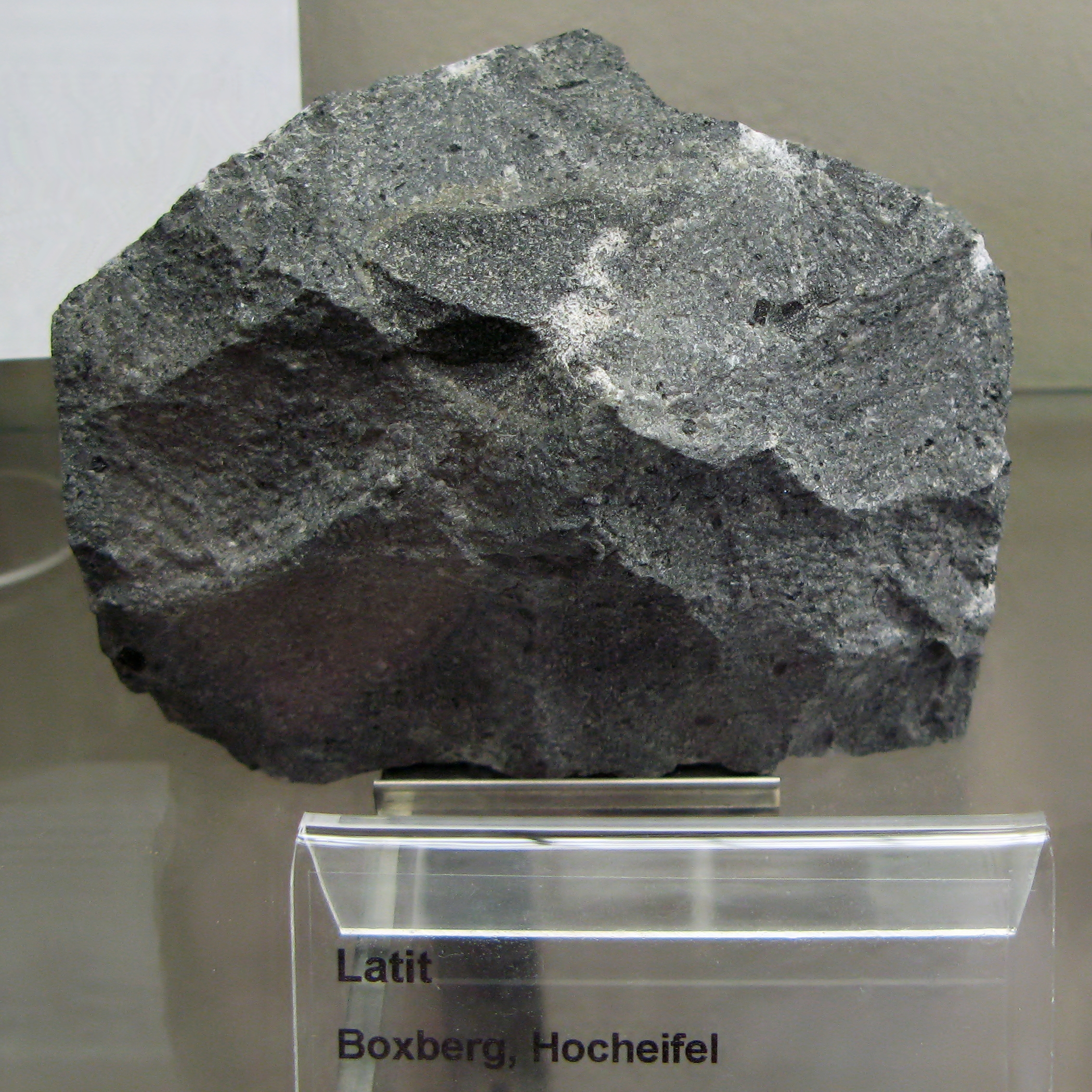
Latite de Boxberg dans la Hocheifel

Place de la latite dans le diagramme QAPF

La latite est une roche volcanique qui tient son nom de la région du centre de l'Italie, le Latium, dans laquelle elle se trouve en abondance. 

## Description

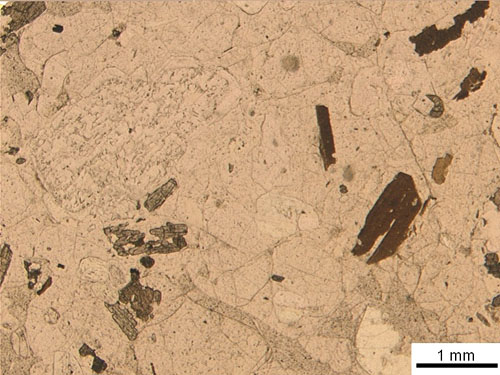
Photomicrographie d'une lame mince de latite en lumière polarisée non analysée (LPnA)

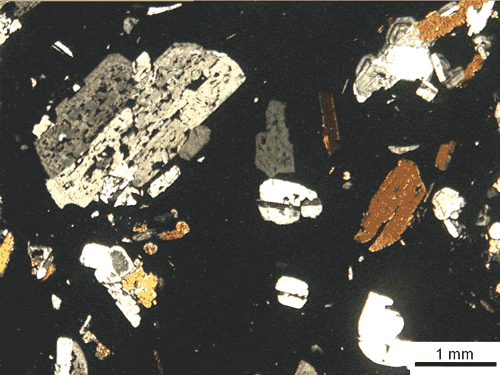
Microphotographie d'une lame mince de latite en lumière polarisée analysée (LPA)

La latite est l'équivalent volcanique de la monzonite. Elle est apparentée à la trachy-andésite. Les principaux constituants en sont les plagioclases, les pyroxènes et la sanidine. On trouve également de l'augite, de la hornblende et de la biotite. Elle contient la même proportion de sanidine et de plagioclases, alors que les plagioclases sont dominants dans les trachy-andésites proprement dites. 
La distinction des andésites apparaît grâce à des niveaux plus élevés de feldspath potassique et de biotite dans la latite. L'absarokite, et la shoshonite en sont des variétés.

## Histoire
La roche a été décrite scientifiquement en 1898 par le géologue américain Frederick Leslie Ransome qui a pris le gisement italien pour référence.

## Gisements et utilisation
La roche est présente dans le Latium, sur le Stromboli, dans le Massif central français (monts Dore) et en Allemagne dans les Siebengebirge (Stenzelberg, Burg Wolkenburg et Hischberg). Elle peut être utilisée comme matériau de construction. De nombreux bâtiments ont été construits avec de la latite, y compris le monastère d'Heisterbach près de Bonn, érigé avec de la latite extraite du Stenzelberger et dont il ne reste aujourd'hui que des ruines. Les dépôts de latite dans les environs de Kusel dans le Palatinat rhénan étaient jadis appelés Kuselit.